# Premium Stories
Premium Stories è stato un canale televisivo a pagamento edito da Mediaset.
Lo speaker ufficiale del canale era il doppiatore Massimo De Ambrosis.

## Storia
Questo canale è nato il 23 giugno 2015 sulla piattaforma Mediaset Premium dalle ceneri di Mya, che trasmetteva serie TV, soap opera e film. Premium Stories ha mantenuto molti programmi del suo palinsesto.
Dal 1º marzo 2016 viene attivata la versione timeshift Premium Stories +24 sul canale 318 che trasmette la programmazione in differita del giorno precedente.
Il 4 settembre 2017 Premium Stories +24 chiude per fare spazio a Premium Calcio 2 HD.
Dal 1º giugno 2018 il canale viene reso disponibile anche all'interno della piattaforma Infinity nella sezione "Canali Live".
Dal 4 giugno 2018 il canale entra anche all'interno della piattaforma Sky Italia al canale 122 in alta definizione.
Da aprile 2019 il canale è disponibile anche su Sky Go.
Dal 1º giugno 2019 a seguito della chiusura di Mediaset Premium il canale è rimasto disponibile esclusivamente sulle piattaforme Infinity e Sky Italia.
Dal 1º aprile 2021 è disponibile anche in HD su Sky Go.
Dall'8 aprile 2021, con l'unione di Infinity e Mediaset Play nella nuova piattaforma Mediaset Infinity, il canale è disponibile sul channel a pagamento Infinity+.
Il 10 gennaio 2022 Premium Stories, assieme agli altri canali a pagamento del gruppo Mediaset, cessa le trasmissioni.

## Programmi

### Serie televisive
- The 45 Rules of Divorce (prima tv assoluta)
- All American (prima tv assoluta)
- Allegiance (prima tv assoluta)
- A.P. Bio (prima tv assoluta st. 2-3)
- The Big Bang Theory
- Bob Hearts Abishola (prima tv assoluta)
- The Bold Type (prima tv assoluta)
- Chante!
- Chasing Life (prima tv assoluta)
- Chicago Med (prima tv assoluta st.1-6)
- Claws (prima tv assoluta)
- Covert Affairs (prima tv assoluta st. 5)
- The Detour (prima tv assoluta st. 4)
- Everwood
- Game of Silence (prima tv assoluta)
- Girlfriends' Guide to Divorce (prima tv assoluta)
- God Friended Me (prima tv assoluta)
- The Goldbergs (prima tv assoluta ep. 134-185)
- Gossip Girl
- Heartbeat (prima tv assoluta)
- Hostages
- Imposters (prima tv assoluta)
- Katy Keene (prima tv assoluta)
- Legacies (prima tv assoluta)
- Life Sentence (prima tv assoluta)
- Manifest (prima tv assoluta st. 1-3)
- Miami Medical
- The Middle
- Mom (prima tv assoluta st. 7-8)
- The Mysteries of Laura (prima tv assoluta)
- The Night Shift (prima tv assoluta st. 3-4)
- Nip/Tuck
- Orange Is the New Black
- Parenthood
- Pretty Little Liars (prima tv assoluta st. 6-7)
- Rise (prima tv assoluta)
- Riverdale (prima tv assoluta ep. 1-86)
- Roswell, New Mexico (prima tv assoluta)
- Royal Pains (prima tv assoluta st. 7-8)
- Satisfaction (prima tv assoluta)
- Shameless (prima tv assoluta st. 5-11)
- Spooks
- State of Affairs (prima tv assoluta)
- Suits (prima tv assoluta st. 5-9)
- Superstore (prima tv assoluta ep. 72-113)
- Young Sheldon (prima tv assoluta ep. 45-75)
- Will & Grace (prima tv assoluta st. 11)

### Notizie
- X-Style